# Université Hoa Sen

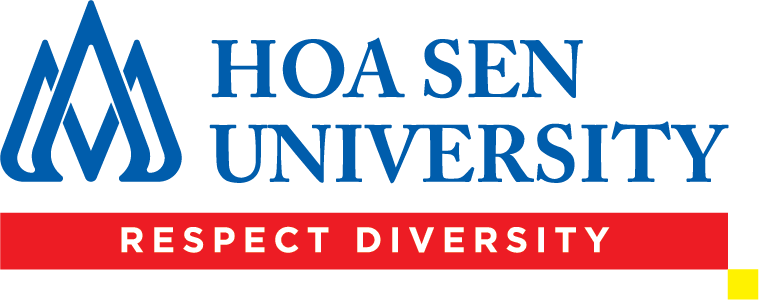

L'université Hoa Sen (en vietnamien : Đại học Hoa Sen) est une université privée située à Hô Chi Minh-Ville au Viêt Nam.

## Historique
- 1991 : L’école des langues étrangères et de l'informatique est établie par le président du comité populaire de la ville de Hô Chi Minh-Ville[2] par le décret 257/QĐ-UB daté du  12 août 1991. L'école a été soutenue dès son démarrage par l'association Lotus, basée en France.

- 1994 : Le 11 octobre 1994, l'école devient semi-privée.

- 2001 : En 2001, l'école inaugure son second campus dans le Quang Trung Software Park de Hô Chi Minh-Ville.

- 2005 : L'école est reconnue par les autorités comme École supérieure Hoa Sen.

- 2006 : Le 30 novembre 2006, le Premier ministre vietnamien a signé le décret (décision no 274/2006/QD-TTg du 30 novembre 2006) établissant l'université Hoa Sen[3].

- Le 12 janvier 2016, l'universite Hoa Sen University est la première université du Vietnam accréditée par ACBSP[4].

- En 2016, l'Université Hoa Sen demande officiellement un statut sans but lucratif, mais la démarche est entravée par un conflit continu entre le conseil d'administration et les actionnaires qui sont contre cette orientation à but non lucratif[5]. Le conseil d'administration et la direction autocratique sont entièrement renouvelés[6]. Les communications de l'université Hoa Sen ne portent plus la mention « à but non lucratif »[7].

## Facultés
L'établissement est composé de quatre facultés : 
- Faculté d'économie et de commerce,
- Faculté de langues et d'études culturelles,
- Faculté des sciences et technologies,
- Faculté de la formation professionnelle

## Partenaires académiques internationaux
Les partenaires sont :
- Japon
  - Kyoto Sangyo University (en)
- Malaisie
  - Université Taylor's
  - Université de Malaya
- Thaïlande
  - Dhurakij Pundit University International College (en)
- Belgique
  - Artevelde University College Ghent
  - Karel de Grote College (en)
- Suède 
  - Halmstad University
  - Kristianstad University
- Finlande
  - Université des sciences appliquées de Seinäjoki
- France 
  - Groupe École supérieure de commerce de Troyes
  - Mod'Art International
  - Institut d'études politiques de Paris
  - Excelia Group
  - IDRAC Business School
  - Institut supérieur de gestion
  - Université Pierre-Mendès-France - Grenoble
  - École supérieure de génie informatique
  - PSB Paris School of Business
  - Institut d'études politiques de Lyon
  - INSEEC U. Chambéry
  - Institut national des langues et civilisations orientales
  - Université Lille-III
  - École hôtelière Vatel
- États-Unis 
  - University of West Florida (en)
  - Université d'État de Californie, Monterey Bay

## Partenaires de formation professionnelle continue
- NIIT, NIIT Technologies, Bombay,  Inde

## Galerie

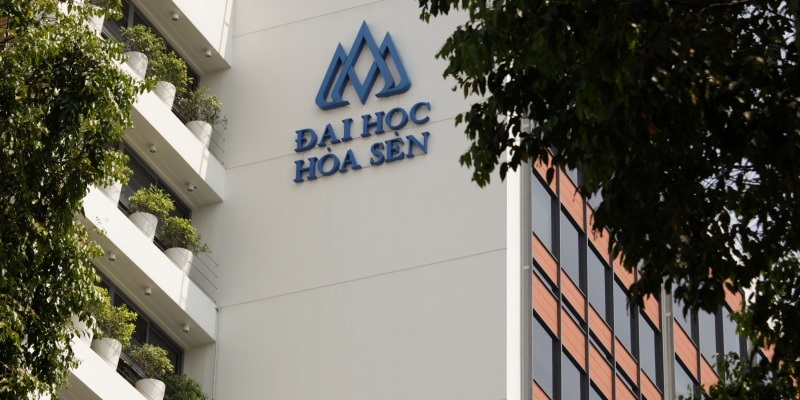
8, rue Nguyen Van Trang.
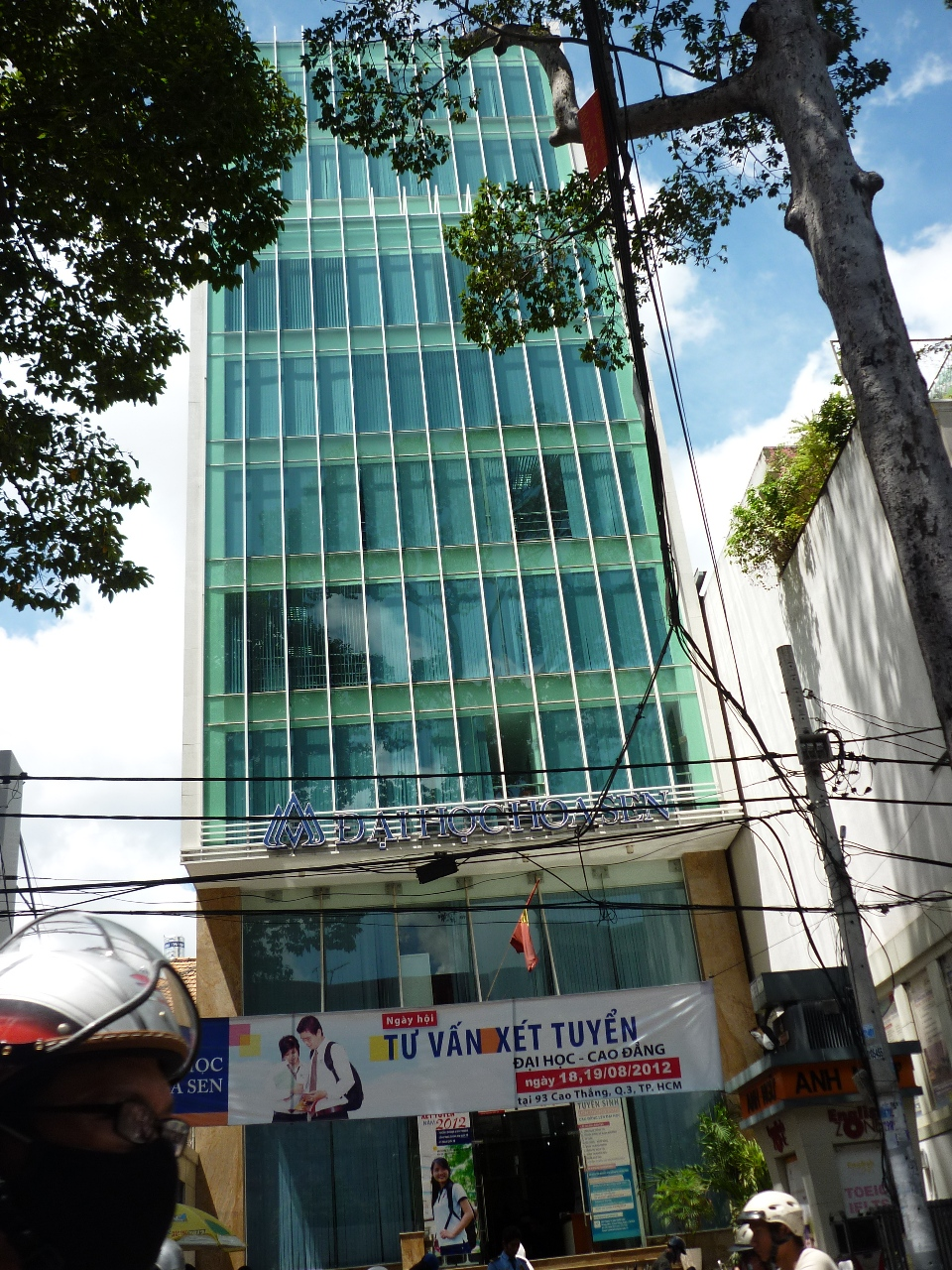
93, rue Cao Thắng Q.3.
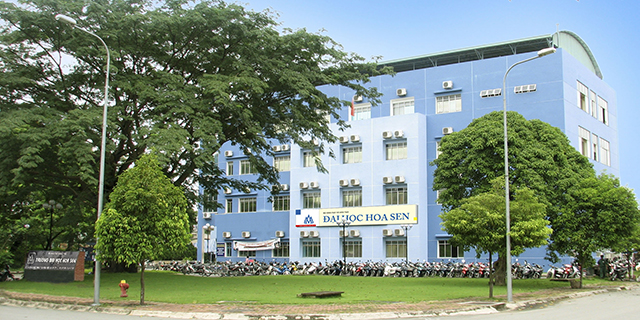
Quang Trung.